# Bittersweet World
Bittersweet World en español: "Mundo Agridulce" es el tercer álbum de estudio de la cantante Pop americana Ashlee Simpson. Fue lanzado al mercado en Estados Unidos el 22 de abril, del 2008. Simpson trabajó con Timbaland, Chad Hugo y Kenna.
Simpson lo describió cómo un álbum "de fiesta" con un lado "tonto" y algunas influencias de la música de los años 1980.

## Producción
El nuevo disco de Ashlee Simpson sale al mercado con gran aceptación que le ha venido ganada desde hace ya con sus anteriores publicaciones. El nuevo disco se sumaría a la tercera producción discográfica, siendo promocionado por el sencillo titulado "Outta my head", que en español significa "Sal de mi Cabeza".
Además de ello, el disco cuenta con la participación del hip hopero Timbaland, quién ha destacando por sus participaciones con otros artistas reconocidos, tales como Justin Timberlake, Nelly Furtado y 50 Cent.
A mediados de noviembre de 2006, después de haber actuado como "Roxie Hart" en el musical "Chicago", Simpson dijo que iba a empezar a trabajar con ejecutivos y productores de música para su tercer álbum. Con respecto a colaboradores potenciales, Simpson mencionó que "sería un honor" trabajar con Robert Smith de The Cure.
MTV informó en el 6 de marzo de 2007 que Bittersweet World tendría "un sonido más expresivo". En el 22 de marzo de 2007, EW.com informó que su padre reveló que ella había estado escribiendo con Kenna y Chad Hugo. También estuvo trabajando con Pharrell. Hubo rumores de que Simpson trabajaba con Robert Smith, pero éste lo desmintió. En septiembre, Simpson dijo que aunque sea "un sueño", nunca había sucedido y que había estado avergonzada por el rumor.
En abril de 2007, US Magazine entrevistó a Ashlee. Esta dijo que el álbum tendría un sonido más "maduro", pero no perdería el tono Rock. En el junio de 2007, en la revista Cosmopolitan, aclaró que como ella llegaba a ser más madura, su música cambiaba, y que el nuevo álbum se centraría menos en problemas de relación y rupturas.
Según Simpson, el álbum fue pensado inicialmente como un "cantante-compositor", pero ella decidió subsiguientemente cambiar de rumbo y no trabajar sola. Simpson reveló a E! News en junio de 2007 que el álbum tendría canciones divertidas, bailables, así como canciones de separación.

## Fecha de lanzamiento y otros sencillos
MTV informó en marzo de 2007 que el álbum iba a ser lanzado en octubre del mismo año. Luego informó el 15 de octubre que el lanzamiento del álbum había sido demorado al primer trimestre de 2008. El 13 de noviembre de 2007, Simpson dijo en Noticias MTV que el álbum ya estaba terminado (aunque ella continuara escribiendo) y que sería lanzado en marzo de 2008, con la canción Outta My Head (Ay Ya Ya), producida por Timbaland. También dijo que el video para la canción sería filmado en diciembre.
El Sitio web oficial de Simpson indicó el 21 de noviembre de 2007 que Outta My Head (Ay Ya Ya) sería lanzado digitalmente el 11 de diciembre. La canción fue hecha únicamente para escuchar en AOL Music en noviembre 30. En una entrevista en el programa de radio "Johnjay and Rich radio show", Simpson dijo que el álbum sería lanzado el 15 de abril. La canción "Boys" fue tocado por primera vez. En KISS FM DreX Morning Show en Chicago el 21 de febrero, Simpson estrenó otra nueva canción, "Little Miss Obsessive", que canta con Tom Higgenson, de Plain White T's. La canción dice ser más ambientada al Rock que Outta My Head (Ay Ya Ya). El 25 de febrero, el sitio web de Simpson anunció que "Little Miss Obsessive" sería el próximo sencillo promocional.

## Sencillos Promocionales Oficiales
- "Outta My Head (Ay Ya Ya)" : En los inicios del 2008, la canción "Outta My Head (Ay Ya Ya)" fue lanzado como la canción más importante de Bittersweet World. La canción tuvo buena crítica por Fanáticos y críticos. Los EP "Rule Breaker" y "Catch Me When I Fall" fueron lanzados para apoyar el lanzamiento del álbum. También un video de música fue lanzado, y fue un hit en YouTube, teniendo más de 10 millones de visitas.

- "Little Miss Obsessive" : El 25 de febrero, Simpson anunció en su sitio web que "Little Miss Obsessive" iba a ser lanzado como el segundo sencillo. La canción incluye a Tom Higgenson, vocalista de Plain White T's. El 11 de marzo de 2008 la canción fue lanzada a radios convencionales. Ningún video musical fue hecho para apoyar el lanzamiento del álbum, aunque alcanzara un puesto más alto en descargas digitales y ventas que Outta My Head (Ay Ya Ya). Recientemente Simpson anunció que la canción sería el último sencillo de Bittersweet World.

## Promoción
Simpson comenzó a promover el álbum con actuaciones en clubs. La primera de estas actuaciones fue en la discoteca Myst Scottsdale, en Arizona; donde cantó tres canciones de Bittersweet World, además de "LOVE"; la cual cantó también en un club en Miami, Florida en la noche 8-9 de marzo. A raíz de la gira del club, dijo que tenía previsto ir a House of Blues de gira con su banda a partir de finales de abril de 2008.
Además de su gira de clubes y entrevistas de radio, Simpson ha hecho apariciones en las tiendas Wal-Mart para reunirse con los fanáticos. También tuvo una serie de apariciones en televisión, prevista para la semana antes y en torno a la salida del álbum el 22 de abril: se presentó en los Nickelodeon Kids Choice Awards el 29 de marzo, en Total Request Live el 17 de abril, en "Today Show" el 18 de enero,y más a delante cantó también su primer sencillo, Pieces of Me. El 20 de abril se presentó en Dance on Sunset y un día después en The Tonight Show with Jay Leno.
El 22 de abril se presentó en Dancing with the Stars y cantó los sencillos Bittersweet World y Boys.
Igual promocionó el álbum en Europa por lo cual tuvo que viajar, y cantó Outta My Head (Ay Ya Ya) tanto en el Reino Unido como Alemania; Cosa que los Fanáticos esperaban junto el lanzamiento del álbum.

## Posiciones
Bittersweet World debutó en el número cuatro en los Billboard 200 DE EUA, vendiendo alrededor de 47.000 copias en su primera semana. Éste fue un debut más débil que el de los últimos 2, ambos habían debutado en el número 1 en su primera semana. En su segunda semana en los EE. UU., el álbum cayó al # 31, deslizando hacia abajo para # 79 en su tercera semana, y # 100 en la cuarta semana. Hasta el momento, Bittersweet World ha vendido 120.000 copias en los Estados Unidos y más de 200.000 copias en todo el mundo a partir del 17 de junio de 2008.

## Lista de canciones
| Número | Título                                            | Escritor(s)                                                       | Productor(s)                         | Duración |
| ------ | ------------------------------------------------- | ----------------------------------------------------------------- | ------------------------------------ | -------- |
| 1.     | "Outta My Head (Ay Ya Ya)"                        | Ashlee Simpson, King Logan, Jerome Harmon, Santi White, Kenna     | Timbaland, King Logan, Jerome Harmon | 3:37     |
| 2.     | "Boys"                                            | Ashlee Simpson, Chad Hugo, Kenna, Jim Beanz                       | Chad Hugo, Kenna                     | 3:31     |
| 3.     | "Rule Breaker"                                    | Ashlee Simpson, King Logan, Jerome Harmon, Jim Beanz              | Timbaland, King Logan, Jerome Harmon | 3:20     |
| 4.     | "No Time for Tears"                               | Ashlee Simpson, Chad Hugo, Kenna                                  | Chad Hugo, Kenna                     | 3:36     |
| 5.     | "Little Miss Obsessive" (featuring Tom Higgenson) | Ashlee Simpson, Jim Beanz, Victor Valentine, Karl Berringer       | Jack Joseph Puig, Karl Berringer     | 3:41     |
| 6.     | "Ragdoll"                                         | Ashlee Simpson, King Logan, Jerome Harmon, Santi White, Jim Beanz | Timbaland, King Logan, Jerome Harmon | 3:34     |
| 7.     | "Bittersweet World"                               | Ashlee Simpson, King Logan, Jerome Harmon, Kenna                  | Timbaland, King Logan, Jerome Harmon | 4:10     |
| 8.     | "What I've Become"                                | Ashlee Simpson, Kenna, King Logan, Jerome Harmon, Jim Beanz       | Timbaland, King Logan, Jerome Harmon | 3:51     |
| 9.     | "Hot Stuff"                                       | Ashlee Simpson, Kenna, Chad Hugo                                  | Chad Hugo, Kenna                     | 3:13     |
| 10.    | "Murder" (featuring Izza Kizza)                   | Ashlee Simpson, King Logan, Jerome Harmon, Jim Beanz              | Timbaland, King Logan, Jerome Harmon | 4:02     |
| 11.    | "Never Dream Alone"                               | Ashlee Simpson, Kenna                                             | Ashlee Simpson, Kenna                | 3:18     |

### Pistas adicionales
1. "Invisible" (Bonus Track para Australia)[1] - 3:45

1. "I'm Out" (Wal-Mart Bonus Track) - 3:47
2. "Can't Have It All" (FYE Pre-Order Only Downloadable Bonus Track)[2]
3. "Follow You Wherever You Go" (Australian iTunes Bonus Track) - 3:34

### Versión para Japón
1. "Outta My Head (Ay Ya Ya)"
2. "Boys"
3. "Rule Breaker"
4. "No Time For Tears"
5. "Little Miss Obsessive" featuring Tom Higgenson
6. "Ragdoll"
7. "Bittersweet World"
8. "What I've Become"
9. "Hot Stuff"
10. "Murder" featuring Izza Kizza
11. "Never Dream Alone"
12. "Invisible"
13. "I'm Out"
14. "Can't Have It All"
15. "Follow You Wherever You Go"
16. "[L.O.V.E.] (Missy Underground Mix)" featuring Missy Elliott